# Ameryka Express
Ameryka Express (раніше Asia Express) — польська телевізійна програма типу реаліті-шоу, яку вела Агнешка Вожняк-Старак (серія 1-3), а потім Дарія Ладох і виходила в ефір на TVN з 7 вересня 2016 року до 28 листопада 2018 року і знову з 4 березня 2020 року, заснована на голландсько-бельгійському форматі Peking Express.
Виконавчим продюсером є група TVN, яка співпрацює з Eccholine (власником прав на міжнародний формат).
На Player.pl можна переглянути додаткові матеріали програми (з першої серії) під назвою «Asia Express. Więcej» Починаючи з другого видання, в ефірі виходила програма «Asia Express: Domówka» та «America Express: Domówka», в якій учасники переглядають окремі епізоди шоу. У четвертому виданні був також доступний спільний перегляд програми учасниками та ведучою «America Express: La Impreza».
Програма була висунута на Telekamer 2017 у категорії розважальних програм.

## Програмна політика
У програмі беруть участь вісім пар, до яких належать польські персонажі шоу-бізнесу та їхні друзі. Учасники вирушають в подорож за кордон (у першому та другому виданнях — до Азії, у третьому — до Південної Америки). У кожній країні вони повинні подорожувати визначеним маршрутом з бюджетом в один долар на день на людину. Найшвидші отримують імунітет проти виключення. У кожному другому епізоді команда, яка досягла остаточної мети, виключається з подальших змагань.
У четвертому епізоді другого видання загублена пара отримує інформацію про те, що хтось із них повинен залишитися в грі і боротися в дуеті з людиною з пари, яка випала в шостому епізоді. Станіслав Карпєль-Булецька та Марта Вежбіцка були новоствореною парою. У третьому сезоні у подібній ситуації була створена нова пара, до складу якої входили Магда Стечковська та Катажина Меллер.

## Список видань
| Asia Express    | Asia Express | Asia Express    | Asia Express | Asia Express | Asia Express        | Asia Express           | Asia Express   | Asia Express                 |
| Видання         | Видання      | Сезон           | Епізоди      | Епізоди      | Прем’єра            | Фінал                  | Час трансляції | Середня кількість переглядів |
| --------------- | ------------ | --------------- | ------------ | ------------ | ------------------- | ---------------------- | -------------- | ---------------------------- |
| 1               | 1            | осінь 2016 року | 1-13 (13)    | 1-13 (13)    | 7 вересня 2016 року | 30 листопада 2016 року | Середа 21.30   | 1 619 600                    |
| 2               | 2            | осінь 2017 року | 14-26 (13)   | 14-26 (13)   | 6 вересня 2017 року | 29 листопада 2017 року | Середа 21.30   | 1 417 872                    |
| America Express |              |                 |              |              |                     |                        |                |                              |
| 1               | 3            | осінь 2018 року | 1-13 (13)    | 27-39 (13)   | 5 вересня 2018 року | 28 листопада 2018 року | Середа 21.30   | 1 532 734                    |
| 2               | 4            | весна 2020 року | 14-26 (13)   | 40-52 (13)   | 4 березня 2020 року | 27 травня 2020 року    | Середа 21.30   |                              |

## Подорожі
| Asia Express    | Asia Express                      |
| Видання         | Країни                            |
| --------------- | --------------------------------- |
| 1               | В'єтнам, Лаос, Камбоджа, Таїланд, |
| 2               | Шрі-Ланка, Індія.                 |
| America Express |                                   |
| Видання         | Країни                            |
| 3               | Еквадор, Перу,                    |
| 4               | Гватемала, Колумбія.              |

### Маршрути в окремих секціях
| Azja Express    | Azja Express | Azja Express | Azja Express |
| Видання         | Серія        | Країна       | Маршрут |
| --------------- | ------------ | ------------ | --- |
| 1               | 1.           | В'єтнам      | Хайзионг — Халонг —ніч— Хайфон |
| 1               | 2.           | В'єтнам      | Хайфон — Тамкок —ніч— Ханой |
| 1               | 3.           | В'єтнам      | Лаокай — Bắc Hà — Ban Pho —ніч— Tạ Văn |
| 1               | 4.           | В'єтнам      | Tạ Văn — Na Phat —ніч— Muong Pon — Điện Biên Phủ |
| 1               | 5.           | Лаос         | Ban Sang Ha — Ban Pa Ho — Luang Prabang —ніч— Piengfa |
| 1               | 6.           | Лаос         | Piengfa — Houamouang — Nathon (ніч) — Wientian |
| 1               | 7.           | Лаос         | В'єнтьян — Ban Nam Lo — Pakkading —ніч— Тхакхек |
| 1               | 8.           | Лаос         | Thakhek — Kengkabao (ніч) — Naphong — Paxe |
| 1               | 9.           | Камбоджа     | Stung Treng — Sandan — Kratie —ніч— Meak Thmey |
| 1               | 10.          | Камбоджа     | Meak Thmey — Chamkar Andoung —ніч— Wat Preak Bankang — Пномпень |
| 1               | 11.          | Камбоджа     | Пномпень — Andoung Chron — Andoung Rusey — Chong Koh (noc) — Bătdâmbâng |
| 1               | 12.          | Камбоджа     | Bătdâmbâng — Preăh Nét Preăh — Сіємреал (ніч) — Анкор — Świątynia East Mebon |
| 1               | 13.          | Таїланд      | Wat Maha That — Suan Som Deij — Suphanburi — Sathon Port Thonburi — Lumpini Park Bangkok — —ніч— Wat Suthat — Pratunam — Pak Klong Talad — Wat Rakhang — Prince Palace Hotel — Wat Pho |
| 2               | 1.           | Шрі-Ланка    | Sigiriya — Pinnawala —ніч— Kandy |
| 2               | 2.           | Шрі-Ланка    | Kandy — Nuwara Eliya —ніч— Hambantota |
| 2               | 3.           | Шрі-Ланка    | Hambantota — Weligama —ніч— Ambalangoda |
| 2               | 4.           | Шрі-Ланка    | Ambalangoda — Colombo — Port Colombo — Poczta Główna w Colombo — Independence Memorial Hall                                                                                            |
| 2               | 5.           | Індія        | Varkala — Kayamkulam — Alleppey —ніч— Kochi |
| 2               | 6.           | Індія        | Kochi — Thrissur — Chittilappilly —ніч— Coimbatore |
| 2               | 7.           | Індія        | Coimbatore — Ooty — Bandipur —ніч— Mysuru |
| 2               | 8.           | Індія        | Mysuru — Biligiriranga Hills —ніч— Bangalore — Centrum Handlowe UB City Bangalore |
| 2               | 9.           | Індія        | Droga nr 44 (ok. 50 km za Bangalore) — Anantapur —ніч— Hosa — Hampi |
| 2               | 10.          | Індія        | Hampi — ніч — Kolhapur |
| 2               | 11.          | Індія        | Колхапур — Satara — Limb — Fort Jadhavwadi — ніч — Pune |
| 2               | 12.          | Індія        | Pune — Duke's Nose — ніч — Lonavla — дорога wyjazdowa — Alibag — Mandwa Jetty |
| 2               | 13.          | Індія        | Мумбаї |
| Ameryka Express |              |              | |
| Видання         | Серія        | Країна       | Маршрут |
| 1               | 1.           | Еквадор      | San Antonio de Ibarrra - Отавало - Кіто |
| 1               | 2.           | Еквадор      | Кіто - Machachi - Баньйос + Амазонський ліс |
| 1               | 3.           | Еквадор      | Баньйос - Чимборасо (Cuatro Esquinas) - Ріобамба - Guamote - Alausí |
| 1               | 4.           | Еквадор      | Alausí - Ingapirca - Гуаякіль |
| 1               | 5.           | Еквадор      | Гуаякіль - Мачала + Галапагоські острови |
| 1               | 6.           | Перу         | Chiclayo - Pimentel - San Pedro de Lloc - Trujillo |
| 1               | 7.           | Перу         | Chimbote - Yungay |
| 1               | 8.           | Перу         | Willca Cocha - Pastoruri |
| 1               | 9.           | Перу         | Paramonga - Barranca - Callao |
| 1               | 10.          | Перу         | Callao - Ліма |
| 1               | 11.          | Перу         | Huacachina - Назца- Цахуахі - Мачу-Пікчу |
| 1               | 12.          | Перу         | Puquio - Abancay |
| 1               | 13.          | Перу         | Куско |
| 2               | 1.           | Гватемала    | Антигуа-Гватемала - Cocales - San Lucas Tolimán - Атітлан (озеро) - Chichicastenango                                                                                                   |
| 2               | 2.           | Гватемала    | Chichicastenango - Agua Escondida - Iximche - Tucban - Sumpango - San Pedro Sacatepéquez                                                                                               |
| 2               | 3.           | Гватемала    | San Pedro Sacatepéquez - Пакая - Гватемала |
| 2               | 4.           | Гватемала    | Гватемала - Saranate - Guastastoya - Cobán |
| 2               | 5.           | Гватемала    | Кобан - Candelaria de Camposanto - Laguna de las Pozas - Sayaxché - San Benito |
| 2               | 6.           | Гватемала    | Флорес - Тікаль - Сан Феліпе де Лара |
| 2               | 7.           | Колумбія     | Богота |
| 2               | 8.           | Колумбія     | ? |
| 2               | 9.           | Колумбія     | ? |
| 2               | 10.          | Колумбія     | ? |
| 2               | 11.          | Колумбія     | ? |
| 2               | 12.          | Колумбія     | ? |
| 2               | 13.          | Колумбія     | Картахена |

## Учасники

### Asia Express

#### Перше видання (2018)
| Місце | Учасники                                 |
| ----- | ---------------------------------------- |
| 1.    | Міхал Журавский та Людвік Боровский      |
| 2.    | Агнешка Влодарчик та Марія Конаровська   |
| 3.    | Ізабелла Міко та Лешек Станек            |
| 4.    | Паскаль Бродницький та Павел Добжанський |
| 5.    | Рената Качорук та Вероніка Будзіло       |
| 6.    | Ганна Ліс та Лукаш Єміол                 |
| 7.    | Малгожата Розенек та Радослав Майдан     |
| 8.    | Пшемислав Салета та Даріуш Куняк         |

#### Друге видання (2017)
| Місце | Учасники                                     |
| ----- | -------------------------------------------- |
| 1.    | Антоні Павліцький та Павел Равлинович        |
| 2.    | Міхал Піруг та Пйотр Чайковський             |
| 3.    | Станіслав Карпєль-Булецька та Марта Вежбіцка |
| 4.    | Йоанна Пшетакевич і Лукаш Якобяк             |
| 5.    | Зузанна Бійох та Юля Бійох                   |
| 6.    | Дорота Гардіас і Катажина Домерацка          |
| 7.    | Олівія Кабай та Шимон Хиц-Магдзін            |
| 8.    | Тимон Тиманський та Лукас Хеллер             |

### America Express
| Місце | Учасники                                 |
| ----- | ---------------------------------------- |
| 1.    | Александра Доманська та Давід Доманський |
| 2.    | Памела Стефанович та Матеуш Януш         |
| 3.    | Мацей Мусяловський та Анна Малиса        |
| 4.    | Томаш Каролак та Якуб Урбанський         |
| 5.    | Філіп Хайзер та Зигмунт Хайзер           |
| 6.    | Лара Гесслер та Пйотр Салата             |
| 7.    | Магда Стечковська та Пйотр Крулік        |
| 8.    | Моніка Загаєвська та Катажина Меллер     |

## Прийом і критика
Ганна Фрейлак з журналу «Контакт» розкритикувала Asia Express як «інструмент, що відтворює стереотипи про Схід, цементуючи та натуралізуючи євроцентричну картину світу та нерівний баланс сил — політичних та символічних». Фрейлак заявила, що телевізійна програма TVN «робить банальною проблему глобальної нерівності та бідності в країнах, що розвиваються, доводячи їх до екзотичної цікавості, тла, що додає драматизму боротьбі персонажів» .
Кароль Копанько з порталу Spider's Web з іронією зауважив, що в Asia Express : «Замість того, щоб дізнатися, як жити в Азії, ми бачимо знаменитостей, які поїхали на жебракування» .

## Уваги
1. ↑  Dane dotyczące oglądalności zostały oparte na badaniach przeprowadzonych przez Nielsen Audience Measurement i dotyczą wyłącznie oglądalności premiery telewizyjnej – nie uwzględniają oglądalności powtórek, wyświetleń w serwisach VOD (np. Player) itd.
2. ↑  Oliwia Cabaj, towarzyszka Marty Wierzbickiej, odpadła w szóstym odcinku. Zgodnie z zasadami, jedna z uczestniczek musiała kontynuować rywalizację wraz z uczestnikiem, który analogicznie pozostał w stawce pomimo dotarcia na metę jako ostatni w czwartym odcinku.
3. ↑  Szymon Chyc-Magdzin, towarzysz Stanisława Karpiela-Bułecki, odpadł w czwartym odcinku. Zgodnie z zasadami, jeden z uczestników musiał kontynuować rywalizację wraz z uczestnikiem, który analogicznie pozostanie w stawce pomimo dotarcia na metę jako ostatni w szóstym odcinku.
4. ↑  Monika Zagajewska, towarzyszka Katarzyny Meller, odpadła w drugim odcinku. Zgodnie z zasadami, jedna z nich kontynuowała rywalizację wraz z jedną z osób, która analogicznie pozostała w stawce pomimo dotarcia na metę jako ostatnia w czwartym odcinku. Wówczas odpadli Piotr Królik i Magda Steczkowska, która zdecydowała się na dalszy udział w programie.

## Зовнішні посилання
- Вебсайт програми [Архівовано 21 червня 2020 у Wayback Machine.]